# 伪随机序列
如果一个序列，一方面它是可以预先确定的，并且是可以重复地生产和复制的；一方面它又具有某种随机序列的随机特性（即统计特性），我们便称这种序列为伪随机序列。